# 马奥拉
马奥拉，是西班牙卡斯蒂利亚-拉曼恰自治区阿尔瓦塞特省的一个市镇。 总面积108km²，2001年普查人口總數為1347人，人口密度為每平方公里12人。